# Ectasiocnemis horaki
Ectasiocnemis horaki là một loài bọ cánh cứng trong họ Scraptiidae. Loài này được Batten miêu tả khoa học năm 1983.